# Mads Nissen
Pour les articles homonymes, voir Nissen.
Mads Nissen est un photographe danois, né à Hobro (Danemark) le 17 novembre 1979.
Il est lauréat du World Press Photo of the Year en 2015 et en 2021.

## Biographie
Basé à Copenhagen au Danemark, Mads Nissen travaille depuis 2014 comme photographe au sein du quotidien danois Politiken. Ses images sont aussi publiées dans Time, Newsweek, CNN, National Geographic, The Guardian, Stern et Der Spiegel, entre autres.
Il est représenté par les agences Panos Pictures, Prospekt en Italie et LAIF en Allemagne.

## Prix et distinctions
- 2015 : World Press Photo of the Year pour la photographie Jon and Alex représentant deux hommes gay à Saint-Pétersbourg, en Russie[2].
- 2021 : World Press Photo of the Year pour la photographie The First embrace qui représente une dame âgée enlaçant une infirmière protégée du Covid-19 par du plastique au Brésil[3],[4].

## Publications
- The Fallen (People's Press)
- Amazonas (Gyldendal)
- We are Indestructible, GOST Books, 2018[5].